# Bezirk Brzesko

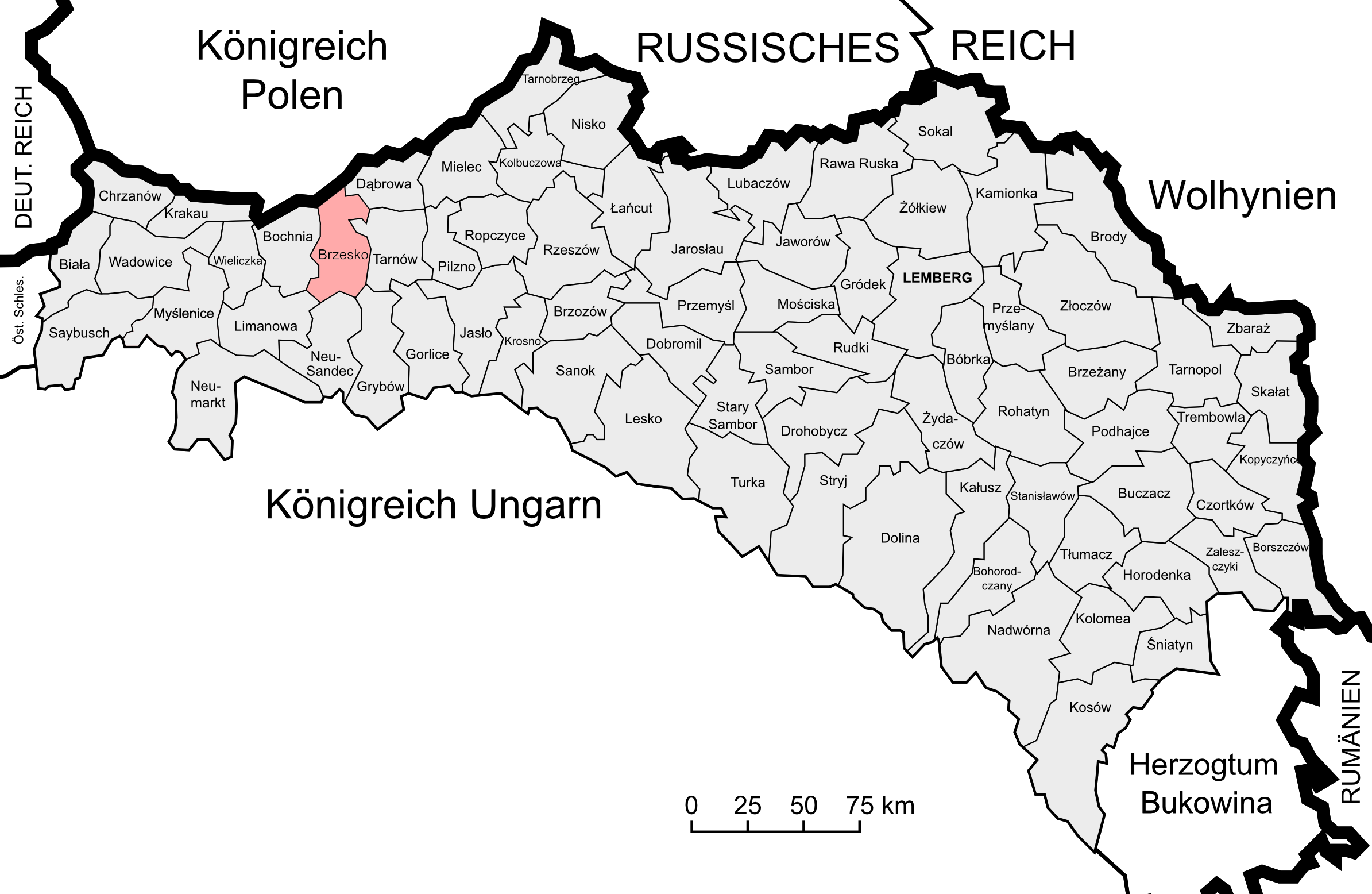
Lage des Bezirks Brzesko im Kronland Galizien und Lodomerien

Der Bezirk Brzesko war ein politischer Bezirk im Kronland Galizien und Lodomerien. Sein Gebiet umfasste Teile Westgaliziens im heutigen Polen (Powiat Brzesko), Sitz der Bezirkshauptmannschaft war die Markt Brzesko. Nach dem Ersten Weltkrieg musste Österreich den gesamten Bezirk an Polen abtreten, hier sind große Teile heute im Powiat Brzeski zu finden.
Er grenzte im Norden an das Russische Kaiserreich, im Nordosten an den Bezirk Dąbrowa, im Osten an den Bezirk Tarnów, im Südosten an den Bezirk Grybów, im Süden an den Bezirk Nowy Sącz, im Südwesten an den Bezirk Limanowa sowie im Nordwesten an den Bezirk Bochnia.

## Geschichte
Nachdem die Kreisämter Ende Oktober 1865 abgeschafft wurden und deren Kompetenzen auf die Bezirksämter übergingen, schuf man nach dem Österreichisch-Ungarischen Ausgleich 1867 auch die Einteilung des Landes in zwei Verwaltungsgebiete ab. Zudem kam es im Zuge der Trennung der politischen von der judikativen Verwaltung zur Schaffung von getrennten Verwaltungs- und Justizbehörden. Während die gerichtliche Einteilung weitgehend unberührt blieb, fasste man Gemeinden mehrerer Gerichtsbezirke zu Verwaltungsbezirken zusammen. 
Der neue politische Bezirk Brzesko wurde aus folgenden Bezirken gebildet:
- Bezirk Brzesko (mit 41 Gemeinden)
- Bezirk Wojnicz (mit 43 Gemeinden)
- Bezirk Radłów (mit 31 Gemeinden)
- Teilen des Bezirks Wiśnicz (Gemeinden Poremba und Uszwica)
- Teilen des Bezirks Tarnów (Gemeinden Zakrzów mit Wolna)
- Teilen des Bezirks Neu-Sandec (Gemeinde Kąty)
- Teilen des Bezirks Ciężkowice (Gemeinde Jamna)

Der Bezirk Brzesko bestand bei der Volkszählung 1910 aus 124 Gemeinden sowie 63 Gutsgebieten und umfasste eine Fläche von 853 km². Hatte die Bevölkerung 1900 noch 97.345 Menschen umfasst, so lebten hier 1910 104.498 Menschen. Auf dem Gebiet lebten dabei mehrheitlich Menschen mit polnischer Umgangssprache (99,8 %) und römisch-katholischem Glauben, Juden machten rund 6 % der Bevölkerung aus (am meisten im Schtetl Brzesko).

## Ortschaften
Auf dem Gebiet des Bezirks bestand 1900 Bezirksgerichte in Brzesko, Radłów, Wojnicz und Zakliczyn, diesen waren folgende Orte zugeordnet:
Gerichtsbezirk Brzesko (41 Ortsgemeinden):
- Będzieszyna
- Biesiadki
- Markt Brzesko
- Brzezowiec bestehend aus den Ortsteilen Brzezowiec und Słotwina
- Markt Czchów
- Dębno
- Dobrociesz
- Doły
- Drużków Pusty
- Gnojnik
- Gosprzydowa
- Iwkowa
- Jadowniki
- Jasień bestehend aus den Ortsteilen Grądy, Jasień, Kopaliny, Nowa Wieś und Pomianowa
- Jastew
- Jurków
- Kąty
- Łęki
- Lewniowa
- Łoniowy
- Maszkienice
- Mokrzyska bestehend aus den Ortsteilen Bucze und Mokrzyska
- Okocim
- Połom Mały
- Porąbka Iwkowska
- Porąbka Uszewska
- Poręba Spytkowska bestehend aus den Ortsteilen Poręba Spytkowska und Uszwica
- Przyborów
- Rudy Rysie
- Sterkowiec
- Szczepanów
- Tworkowa
- Tymowa
- Uszew
- Uszwica
- Wojakowa
- Wokowice
- Wola Dębińska
- Wytrzyszczka
- Zawada Uszewska
- Zerków

Gerichtsbezirk Radłów (25 Ortsgemeinden):
- Biskupice Radłowskie
- Borzęcin
- Dąbrówka Morska
- Dołęga
- Górka bestehend aus den Ortsteilen Górka, Kopaniny und Sokółki
- Kopacze Księże
- Kwików
- Marcinkowice
- Niedzieliska
- Niewka
- Pojawie
- Przybysławice
- Radłów
- Rajsko
- Rylowa
- Rząchowa
- Strzelce Małe
- Strzelce Wielkie
- Szczurowa
- Wał Ruda
- Wola Przemykowska
- Wola Radłowska
- Zabawa bestehend aus den Ortsteilen Podwale, Zabawa und Zdarzec
- Zaborów
- Zdrochec

Gerichtsbezirk Wojnicz (20 Ortsgemeinden):
- Biadoliny Radłowskie
- Biadoliny Szlacheckie
- Bielcza
- Bogumiłowice
- Grabno
- Jaworsko
- Łętowice bestehend aus den Ortsteilen Dębina Łętowska und Łętowice
- Łopoń
- Łukanowice
- Łysa Góra
- Milówka
- Olszyny bestehend aus den Ortsteilen Olszyny und Sukmanie
- Perła
- Rudka
- Sufczyn
- Więckowice
- Wielka Wieś
- Stadt Wojnicz
- Zakrzów
- Zamoście bestehend aus den Ortsteilen Ratnawy und Zamoście

Gerichtsbezirk Zakliczyn (25 Ortsgemeinden):
- Bieśnik
- Biskupice Melsztyńskie bestehend aus den Ortsteilen Biskupice Melsztyńskie und Domosławice
- Borowa
- Charzewice bestehend aus den Ortsteilen Charzewice und Melsztyn
- Dzierzaniny
- Faliszowice
- Faściszowa
- Filipowice
- Gwoździec
- Kończyska
- Lusławice
- Niedźwiedza
- Olszowa
- Paleśnica
- Piaski Drużków
- Roztoka
- Ruda Kameralna
- Słona
- Stróże
- Wesołów
- Wola Stróżka
- Markt Zakliczyn
- Zawada Lanckorońska
- Zdonia
- Złota